# Поцей, Леонард
Леонард Поцей (ок. 1730 — 14 июля 1774) — государственный деятель Великого княжества Литовского, обозный великий литовский (1752—1771) и стражник великий литовский (1771—1774), староста рогачёвский и олькеницкий.

## Биография
Представитель литовского шляхетского рода Поцеев герба «Вага». Младший сын воеводы трокского Александра Поцея (1698—1770) и Терезы Войны-Ясенецкой (ум. после 1743). Старший брат — стражник великий литовский Людвик Поцей (ок. 1726—1771).
В 1750 году Леонард Поцей был избран от Витебского воеводства послом на сейм. В 1752 году вторично стал послом на сейм от Витебского воеводства. В 1762 году в третий раз был избран послом. В 1764 году стал членом генеральной конфедерации Великого княжества Литовского. В том же 1764 году был избран послом от Витебского воеводства на конвокационный сейм. В 1764 году поддержал избрание Станислава Августа Понятовского на польский королевский трон. В 1766 году был избран послом от Витебского воеводства на сейм Чаплица.
В 1752 году Леонард Поцей получил должность обозного великого литовского, а в 1771 году после смерти своего бездетного старшего брата Людвика стал стражником великим литовским.
В 1773 году после первого раздела Речи Посполитой (1772) Леонард Поцей, чтобы сохранить за собой свои имения в Полоцком воеводстве, присягнул на верность российской императрице Екатерине II Великой.
Кавалер Ордена Белого Орла (1759).

## Семья
В 1773 году женился на Марии Александре Радзивилл (род. 1753), дочери старосты речицкого Альбрехта Радзивилла (1717—1790) и Анны Кунегунды Халецкой (1723—1765). Дети:
- Александр Михаил Поцей (1774—1846), последний обозный великий литовский (1793—1795)